# Ácido metacrílico
El ácido metacrílico es compuesto orgánico perteneciente al grupo de los ácidos carboxílicos, líquido y viscoso de olor desagradable. Polimeriza fácilmente por calentamiento intenso o presencia de luz, oxígeno, agentes oxidantes (tales como peróxidos), o la presencia de trazas de ácido clorhídrico. Normalmente contiene inhibidores para prevenir su propia polimerización.
Es soluble en agua caliente y miscible con la mayoría de disolventes orgánicos. El ácido metacrílico es producido industrialmente a gran escala como un precursor para sus ésteres, especialmente metacrilato de metilo (MMA) y polimetacrilato de metilo (PMMA). Los metacrilatos tienen numerosos usos, sobre todo en la fabricación de polímeros. Otro producto de polimerización de este ácido es el ácido polimetacrílico (PMAA).
Debido a la pequeña presión de vapor de este líquido, se evapora fácilmente, y por encima de 77 °C pueden formarse mezclas explosivas vapor/aire, por lo que al calentarlo se corre peligro de incendio o explosión. La sustancia se descompone al calentarla intensamente produciendo humos acres. 

## Propiedades químicas
El ácido metacrílico es altamente reactivo con grupos carboxilo, ésteres y vinilo.
Las principales reacciones que da el ácido metacrílico son:
- Adiciones al doble enlace carbono-carbono: La adición de grupos cianuro, halogenuros, alcoholes, sulfuros o aminas a este doble enlace del ácido metacrílico conduce a los derivados del ácido 2-metilpropanoico.
- Reacción de Diels-Alder: la reacción de dienos con el doble enlace del ácido metacrílico (que actúa como dienófilo) produce la cicloadición [4+2] que lleva el nombre de reacción de Diels-Alder.
- Esterificación: al reaccionar con distintos alcoholes se producen los correspondientes ésteres llamados metacrilatos.
- Polimerización: este ácido polimeriza fácilmente en presencia de iniciadores de radicales libres (como peróxidos o UV) formando el ácido polimetacrílico (PMAA). Los monómeros pueden ser recuperados después de la polimerización por calentamiento a temperaturas superiores a 300 °C.